# Aceetamidegroep

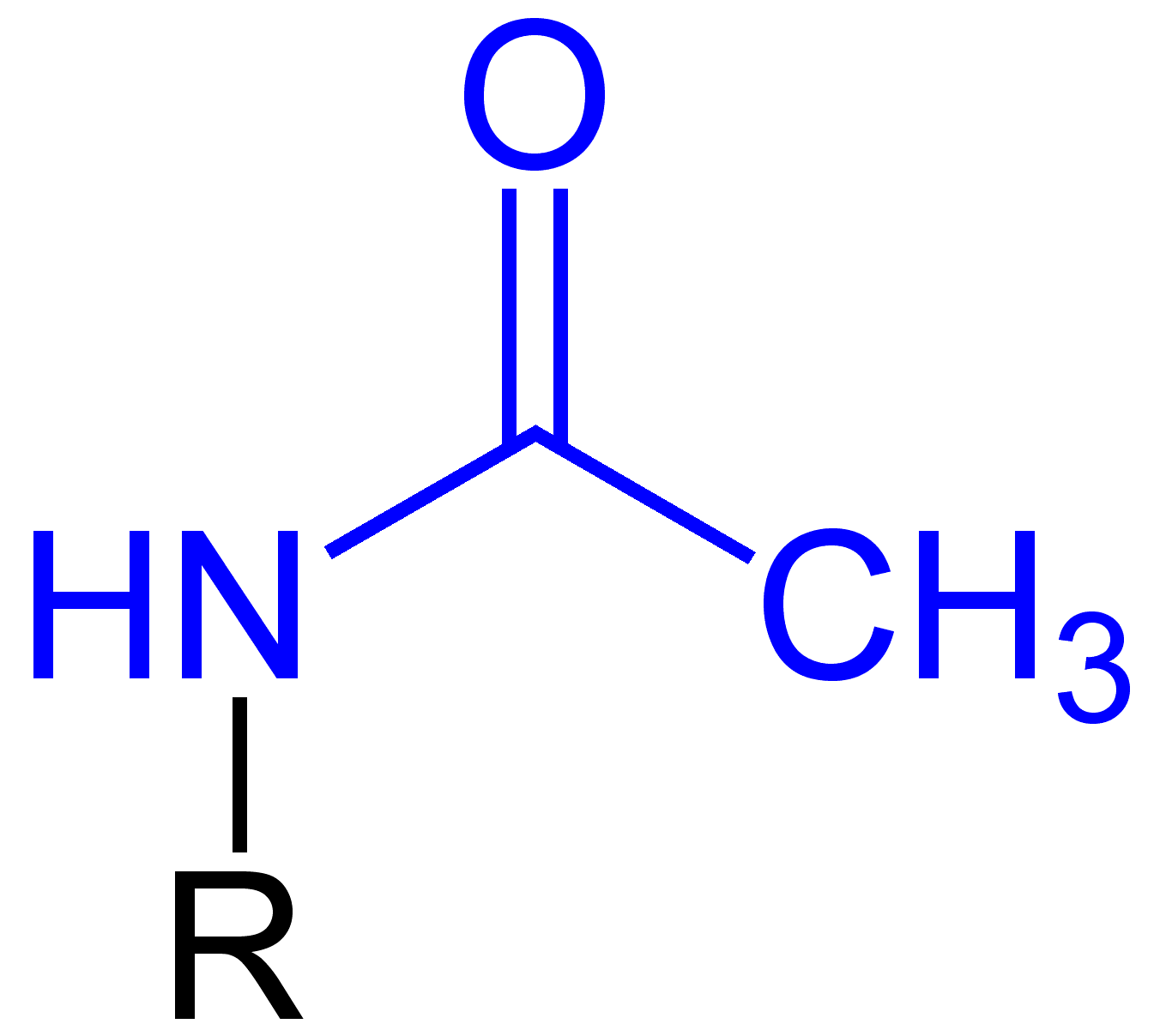
Algemene structuurformule van een aceetamidegroep.

De aceetamidegroep of acetylaminegroep is een functionele groep in de organische chemie, die afgeleid is van de verbinding aceetamide. Een aantal belangrijke verbindingen, zoals paracetamol en chitine, bezitten deze functionele groep.

## Synthese
Aceetamiden kunnen op verschillende manieren bereid worden. Een mogelijk reactie is die tussen een amine en azijnzuuranhydride of acetylchloride. Bij de partiële base- of zuurgekatalyseerde hydrolyse van acetonitril ontstaat aceetamide.